# Płaczków
Płaczków – wieś w Polsce, położona w województwie świętokrzyskim, w powiecie skarżyskim, w gminie Bliżyn.
| SIMC    | Nazwa              | Rodzaj    |
| ------- | ------------------ | --------- |
| 0228803 | Płaczków-Piechotne | część wsi |

W latach 1975–1998 wieś administracyjnie należała do województwa kieleckiego.
Wierni kościoła rzymskokatolickiego należą do parafii Parafia św. Rocha w Mroczkowie.